# برادلي روبنسون
برادلي روبنسون (14 مارس 1975 في المملكة المتحدة - )  (بالإنجليزية: Bradley Robinson)‏ هو لاعب كريكت زيمبابوي.

## وصلات خارجية
- برادلي روبنسون على موقع إي آس بي آن كريك إنفو (الإنجليزية)